# ケティ1世
ケティ1世 (翻字: Xt-y, エジプト語英語化: Khety I)は第1中間期第9王朝（または第10王朝）のファラオ。ホルス名を採ってメリィイブラーと呼ばれることもある。

## 治世

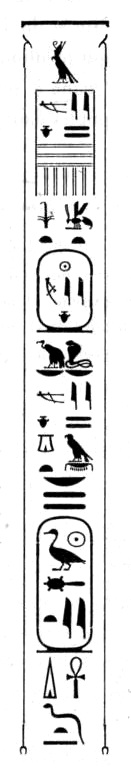
ケティ1世の五重称号が描かれている黒檀の杖の側面

多くの学者によると、ケティ1世は第6王朝の正統な後継者であることを宣言するのに十分な権力を持ち、またヘラクレオポリス第9王朝を創設し即位した州侯であったという。一説によると、ケティ1世は紀元前2133年頃にヘラクレオポリス（古代のネン・ネスウ）で王位を宣言した。ケティ1世は強硬な支配手段を持って近隣の州侯らを支配していたと推察されている。この統治方法により、ケティ1世はマネトの歴史書においては、邪悪で気が狂ってワニにかみ殺されたと描写されている王であるアクトエス (Achthoes)になった可能性がある。
他にも、Jürgen von Beckerathなどの他のエジプト学者の中には、ケティ1世は第9王朝の後継の第10王朝の終わりあたり、メリカラー王の在位する直前まで在位したと考えている者もいる。
学者によって意見が異なるため、ケティ1世の治世がいつであるかを信頼性を持って説明することは困難である。ケティ1世が本当に第9王朝の創始者だった場合、ケティ1世の治世はおおよそ紀元前2160年に始まっているはずであると考えられる。一方、別の論ではケティ1世の治世はこの1世紀後に始まったとも言う。

## 王名の記録
おそらくケティ1世の名前が記録されている箇所のパピルスが散逸していることが原因で、ケティ1世の名前はトリノ王名表においては見られない。その他のケティ1世の名前が記された数少ない出土品の例として、メリカラー王の名前が記載された書記のパレットと一緒にアビドスの近くの墓から出土した銅製の火鉢または籠のようなもの（ルーヴル美術館蔵、所蔵番号E10501）や、Meirで発見された黒檀の杖 (カイロ博物館蔵、所蔵番号JE42835)、リシュトで発見された象牙の宝石箱の破片等がある。これらは非常にかすかな痕跡ではあるが、これらによりケティ1世の五重称号は、この時代のファラオの中では最もよく推定できている。